# Nova Huta, Monastîrîska
Nova Huta (în ucraineană Нова Гута) este un sat în comuna Horișnea Slobidka din raionul Monastîrîska, regiunea Ternopil, Ucraina.

## Demografie
Componența lingvistică a localității Nova Huta
     Ucraineană (99,39%)
     Alte limbi (0,61%)
Conform recensământului din 2001, majoritatea populației localității Nova Huta era vorbitoare de ucraineană (99,39%), existând în minoritate și vorbitori de alte limbi.